# Келия
Келѝя (на гръцки: Κελλιά, Келя̀) е село в Кипър, окръг Ларнака. Според статистическата служба на Република Кипър през 2001 г. селото има 369 жители.
Намира се на север от Ларнака. Името на селото идва от монашеската килия. До 1974 г. е населявано предимно от кипърски турци.